# Consejo del Ministerio Público (Guatemala)
El Consejo del Ministerio Público de la República de Guatemala fue un órgano colegiado creado por la Ley Orgánica de la institución para asesorar y auxiliar al Fiscal General de la República en el ejercicio de sus asignaciones constitucionales. Era presidido también por el mismo funcionario.
Este órgano nació a raíz de las reformas constitucionales de 1993 que separó las funciones del Procuraduría General de la Nación y del Ministerio Público quedando al frente de estas instituciones el procurador general y el fiscal general de la Nación respectivamente. Fue establecido formalmente por el Decreto Legislativo 40-94, en los artículos del 17 al 23 de la mencionada ley.
Fue suprimido por el Decreto Legislativo 18-2016 del Congreso de Guatemala, en el marco de una serie de reformas al Ministerio Público realizadas ese año.

## Integración
El Consejo del Ministerio Público estaba integrado por:
1. El fiscal general de la República quien lo presidía;
2. Tres fiscales electos en asamblea general de fiscales, de entre los fiscales distritales, de sección y los agentes fiscales;
3. Tres miembros electos por el Organismo Legislativo, de entre los postulados a fiscal general de la República.

El Consejo podía acordar que durante el tiempo en que se reunían, los fiscales miembros no ejercerían sus funciones, excepto respecto del fiscal general.

## Funciones
El Consejo del Ministerio Público tuvo las siguientes funciones:
1. Proponer al fiscal general el nombramiento de los fiscales de distrito, fiscales de sección, agentes fiscales y auxiliares fiscales, de acuerdo a la carrera del Ministerio Público.
2. Ratificar, modificar o dejar sin efecto las instrucciones generales especiales dictadas por el Fiscal General, cuando ellas fueren objetadas conforme el procedimiento previsto en esta ley, así como las demás establecidas conforme al régimen disciplinario, los traslados y sustituciones. (suprimido)*
3. Acordar a propuesta del fiscal general la división del territorio nacional, para la determinación de la sede de las fiscalías de distrito y el ámbito territorial que se les asigne; así como la creación o supresión de las secciones del Ministerio Público.
4. Asesorar al fiscal general de la República cuando él lo requiera.
5. Las demás establecidas por la ley.

*El numeral dos fue declarado inconstitucional por la Corte de Constitucionalidad debido a que infringía la normal constitucional de superioridad jerárquica.

## Elección
El Congreso de la República, una vez nombrado el fiscal general, debía elegir a tres miembros, de entre los postulados a dicho cargo, para el período que correspondía al fiscal general de la República en ejercicio. La elección debía efectuarse dentro de los cinco días siguientes de haberse nombrado el fiscal general.
Los fiscales del Consejo del Ministerio Público eran electos en asamblea general de fiscales, para un período de dos años, pudiendo ser reelectos. La elección debía efectuarse, treinta días antes de concluido el período anterior. La Asamblea General de fiscales era convocada por el fiscal general y se integraba con los fiscales de distrito, fiscales de sección, agentes fiscales y auxiliares fiscales. Cada uno de ellos tenía un voto para decidir.
Cada uno de los miembros del Consejo, era electo por mayoría absoluta, y la votación se realizaba para cada candidato en particular.

## Sesiones e imperatividad
El Consejo del Ministerio Público debía reunirse, por lo menos, dos veces al mes. Las sesiones eran convocadas por el fiscal general de la República o quien lo sustituyera. El secretario del Consejo era el secretario general del Ministerio Público.
El Consejo requería sesionar válidamente con la asistencia de, por lo menos, cuatro de sus miembros y el funcionario que lo presidía. El fiscal general de la República estaba obligado a convocar a sesión extraordinaria del Consejo cuando se lo solicitaren por lo menos tres miembros integrantes de este. 
Las resoluciones debían ser adoptadas por mayoría absoluta de los miembros.
Todos los miembros del Consejo del Ministerio Público estaban obligados a concurrir a las sesiones del Consejo, salvo causa justificada presentada a los demás miembros del Consejo.
Cada uno de los miembros del Consejo debía desempeñar el cargo con independencia absoluta, además eran responsables de las resoluciones adoptadas por el Consejo, salvo que hubieren razonado en contra su voto.

## Informes y Opiniones
El Consejo podía citar al Director de la Policía Nacional Civil y a los funcionarios de los demás órganos de seguridad del Estado para que rindieran informes y opiniones.
Estos funcionarios estaban obligados a asistir ante el llamado del Consejo. Los funcionarios que incumplían el requerimiento incurrían en el delito de desobediencia y debían ser sancionados de conformidad con la ley.
También podía invitar a los directores de los centros penitenciarios o a cualquier otra persona calificada para que participara en sus deliberaciones, con voz pero sin voto.

## Supresión
En el marco de diversos casos penales desarrollados por el Ministerio Público junto a la Comisión Internacional Contra la Impunidad en Guatemala en el año 2015, se estudió la posibilidad de realizar reformas a leyes del sector justicia del país, una de estas fue modificar la Ley Orgánica del Ministerio Público para entre otras cosas, eliminar el Consejo del Ministerio Público debido a que este muchas veces interfería con el Fiscal General de la República quién era la autoridad máxima de la institución y según la fiscal de entonces, Thelma Aldana, provocaba dudas sobre la jerarquía dentro de este.
Las reformas fueron aprobadas por el Congreso de la República de Guatemala el 23 de febrero de 2016 y sancionadas por Jimmy Morales el 17 de marzo del mismo año, ordenando esta la supresión del Consejo para el 16 de octubre de ese año.